# Cap de Vaques
Cap de Vaques är en bergstopp i Spanien.   Den ligger i provinsen Província de Lleida och regionen Katalonien, i den nordöstra delen av landet, 400 km nordost om huvudstaden Madrid. Toppen på Cap de Vaques är 2 310 meter över havet.
Terrängen runt Cap de Vaques är bergig åt sydväst, men åt nordost är den kuperad. Runt Cap de Vaques är det mycket glesbefolkat, med 3 invånare per kvadratkilometer. Närmaste större samhälle är Barruera, 6,0 km nordväst om Cap de Vaques. Trakten runt Cap de Vaques består i huvudsak av gräsmarker.